# نيكولاس ثيودور
نيكولاس ثيودور (بالإنجليزية: Nicholas Theodore) هو طبيب أعصاب وباحث في مدرسة طب جامعة جونز هوبكنز. عُرف ثيودور عن عمله في إصابات النخاع الشوكي والروبوتات. وهو مدير برنامج العمود الفقري للأعصاب في مستشفى جونز هوبكنز والمدير المشارك لمركز كارنيغي للابتكار الجراحي في جونز هوبكنز. 
تخرج الدكتور ثيودور من جامعة كورنيل، حيث حصل على الزمالة الأكاديمية والتحق بمدرسة الطب بجامعة جورجتاون حيث تخرج مع مرتبة الشرف وبعد الانتهاء من تدريبه في مستشفى بيثيسدا البحري عمل الدكتور ثيودور كطبيب في سلاح البحرية الأمريكي في أوكيناوا باليابان.
أكمل الدكتور ثيودور إقامته الجراحية العصبية في جراحة العمود الفقري في معهد بارو العصبي. بعد الانتهاء من إقامته في عام 2001، شغل الدكتور تيودور منصب رئيس شعبة جراحة المخ والأعصاب في المركز الطبي البحري سان دييغو، وأشرف على أكبر حملة لجراحة المخ والأعصاب في البحرية.
في عام 2003، انضم إلى كلية في معهد بارو العصبي، وتولى منصب مدير نيوروتراوما. في عام 2004 تم تعيينه مديرا مشاركا لبرنامج المخ والأعصاب في بارو الذي يعتبر أكبر البرامج في الولايات المتحدة، حيث قام بتدريب أربعة مقيمين في السنة الدراسية الواحدة. في عام 2009 أصبح رئيس قسم العمود الفقري في معهد بارو العصبي وتم تعيين فولكر سونتاغ كرسي في عام 2015. في عام 2016 أصبح دونلين م. أستاذ لجراحة المخ والأعصاب في أورانجوبيدس في جامعة جونز هوبكنز. حصل الدكتور ثيودور أيضا على الأستاذية في الهندسة الطبية الحيوية. وخاصة في منطقة الدماغ وإصابات النخاع الشوكي والجراحة الغازية والروبوتات.
شارك الدكتور تيودور في مجال الطب الوقائي. وقد ارتبط مع مؤسسة ثينكفيرست لعدة سنوات بعد أن شغل منصب المدير الطبي في المؤسسة. في عام 2017، تم تعيين الدكتور ثيودور للجنة الرأس والرقبة والعمود الفقري في الدوري الوطني لكرة القدم الأمريكية. 

## أبحاثه
ركز الدكتور ثيودور في أبحاثه على إصابات النخاع الشوكي. وقد نشر العديد من المقالات والكتب وقدم أكثر من 200 عرض تقني. وحاز على العديد من الجوائز، بما في ذلك جائزة مايفيلد وجائزة تاسكر من مؤتمر الجراحين العصبيين. كان واحدا من الذين اختبروا دواء جديد لإصابات الحبل الشوكي. تلقى الدكتور ثيودور منحة NIH RO-1 لدراسة إصابات العمود الفقري.
في عام 2014، تلقى الدكتور ثيودور منحة DOD لإجراء دراسة لتقييم صرف السائل النخاعي لعلاج إصابة الحبل الشوكي الحاد. في عام 2010، أسس الدكتور ثيودور «إكسيلسيوس» مع نيل كراوفورد وميتش فوستر، وكان تركيزه في ذلك الوقت على صنع روبورتات موجهة لتسهيل عمليات العمود الفقري والدماغ. في عام 2014، باع الدكتور ثيودور «إكسيلسيوس» ل غلوبوس الطبية.

## وصلات خارجية
- Johns Hopkins University Neurology & Neurosurgery
- Nicholas Theodore, MD | Johns Hopkins Profile
- Publications | PubMed
- Arizona Central Article - Robotic Surgery
- Street Insider Article - Robotic Surgery
- Globus Medical - Robotic Surgery

## وسائل التواصل الإجتماعي
- LinkedIn
- Twitter